# Baka-piramis
Baka piramisa a Zavijet el-Arjan-i négy királypiramis egyike. A másik három azonban a III. dinasztia korából származó lépcsős piramis, míg Baka sírja IV. dinasztia korabeli és valódi piramis. Mai állapota miatt a piramist leginkább nagy gödör néven említik a helyiek. A piramis Richard Lepsius listáján az L XIII. számú.
Az építtető, Baka személye is rejtélyes, így azt sem tudni, hogy miért éppen ide, az egy évszázaddal korábbi királytemetkezés helyszínére tért vissza. A Hufu halálát követő időszak egészen Menkauréig kevéssé ismert. Az azonban bizonyos, hogy a Hufut megelőző időszakban nem volt szokás a királysírokat olyan szorosan egymás mellé építeni, mint amilyent a gízai piramismezőn tapasztalhatunk. Dzsedefré Abu Roásban épített sírt, Hafré Hufué mellé, ezután Baka megint messze innen, Menkauré újra Gízában, végül Sepszeszkaf nemcsak Gízát hagyta el, hanem a piramisformát is.

## Feltárása

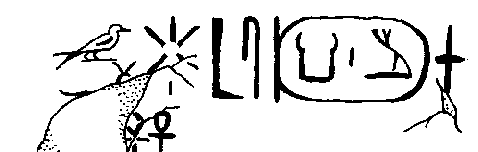
Baka és a piramis neve

Richard Lepsius 1842–1846-os expedíciója alkalmával írták le először. Első feltárását Alessandro Barsanti végezte 1905 és 1912 között. A két világháború akadályozta a régészeti munkálatokat. Utoljára 1954-ben egy filmforgatás apropóján ásták ki újra a homokból, mivel azóta szigorúan őrzött katonai terület. A piramisról ma is csak annyit tudunk, amennyit a 20. század közepén lehetett tudni.
Először a III. dinasztia korára tették az építését, mivel a környéken még három lépcsős piramis van, amely típus királysír esetén csak arra a korra jellemző. Ugyanígy a megközelítést biztosító rámpa is a lépcsős piramisok lejáratához hasonlít, nem a IV. dinasztia idejének aknafolyosóira. Ráadásul a piramison talált feliratokat Nebka-ként olvasták.
Ugyanezt a nevet ma már inkább Baka-ként betűzik. A bejárati folyosó sem egyedülálló a IV. dinasztiában, mert Dzsedefré piramisában pontosan ugyanilyen található. Már Barsanti talált egy olyan kődarabot, amelyre Dzsedefré nevét írták, ennek alapján többen (például Vaszil Dobrev) úgy gondolják, hogy ez a piramis Dzsedefré valódi sírja, míg az Abu Roás-i csak egy naptemplom. Végül Jean-Philippe Lauer a kőtömbök kialakítása, egymásra helyezésének módja alapján végleg átsorolta a IV. dinasztiába.

## A piramis jellemzői
A „Nagy Gödör” nem más, mint a „nyitott gödör” módszerével készített lejáró rámpa maradványa, amelynek végén a sírkamra található. Az általános vélekedés szerint magát a piramist éppcsak elkezdték építeni, amikor abbahagyták. Tervezett mérete körülbelül 210×210 méteres volt, tehát alig maradt el a két legnagyobbtól. Van azonban olyan vélemény is, miszerint a sírból viszonylag nagy rész elkészült, és utólag bontották vissza, máshol felhasználva a kész építőanyagot. Köztük a kamrát és a folyosót egykor befedő hatalmas gránitmonolitokat is, és ezért fedetlen a mai állapot. Az újrafelhasználó Hafré vagy Menkauré lehetett. Menkauré piramisában ugyanúgy sok vörös gránitot lehet találni, mint a Baka-piramisban.
A rámpa 106 méter hosszú és északról délre lejt. 21 méteres mélységben ér véget. A piramis tengelyébe tervezték, a sírkamra pontosan az alapnégyzet közepén, az átlók metszéspontja alatt van. A sírkamra padlózata már készen állt (ez az adat összevethető Hufu piramisának föld alatti kamrájával, amelynek egyáltalán nincs padlója). A sírkamra nyugati részén már ott áll a 3,15×2,22×1,50 méteres méretű, rózsaszínű gránitból faragott szarkofág. Barsanti a fedelét is megtalálta, amely 43 centiméter vastag. A koporsó ugyan már üresen került elő, de temettek bele.
A piramist egykor kerítésfal vette körül 465×420 méteres területen. A piramiskörzet egyéb szokásos elemei közül kultikus piramis és királynői piramis, valamint bárkagödör nem került elő. A kerítésfal déli falának keleti részén egy halotti templom valószínűsíthető. Völgytemplom szintén ismeretlen.

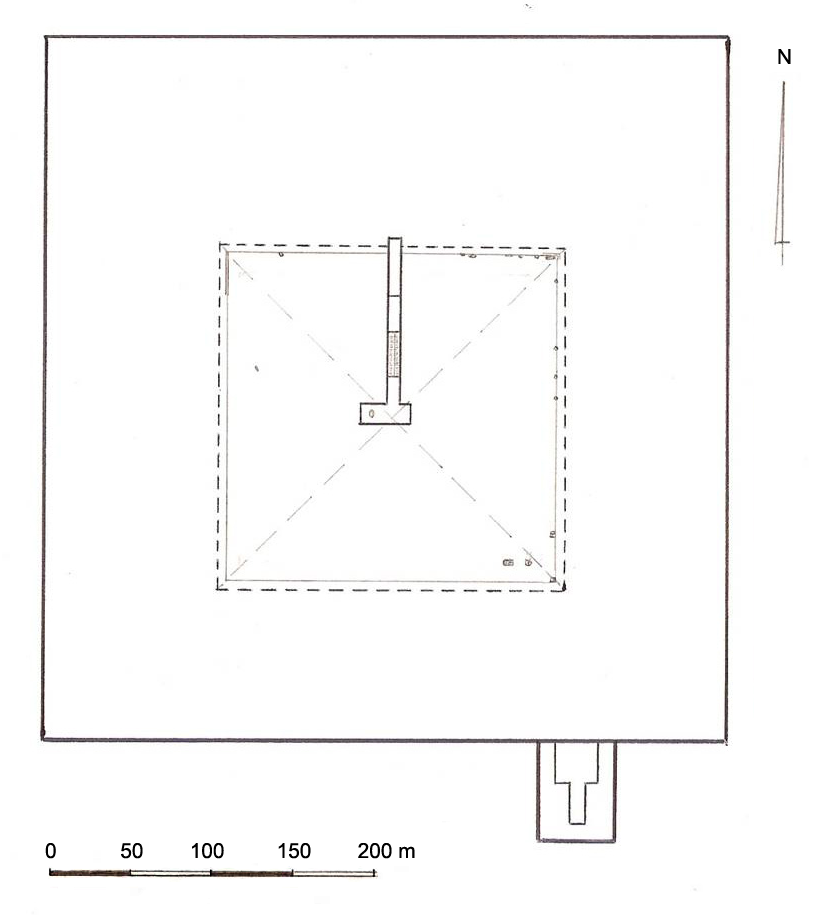
A piramiskörzet alaprajza
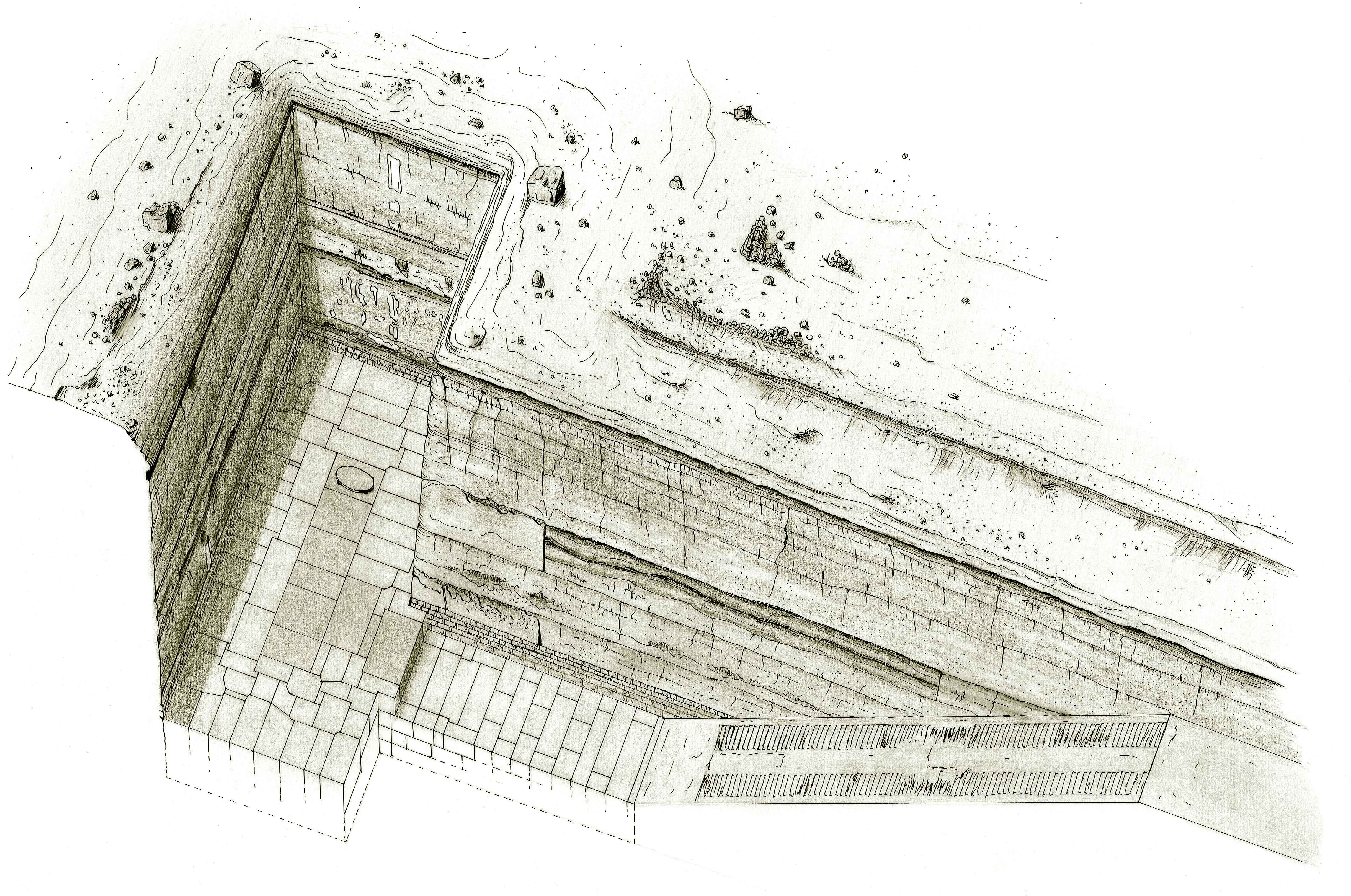
Axonometrikus metszet
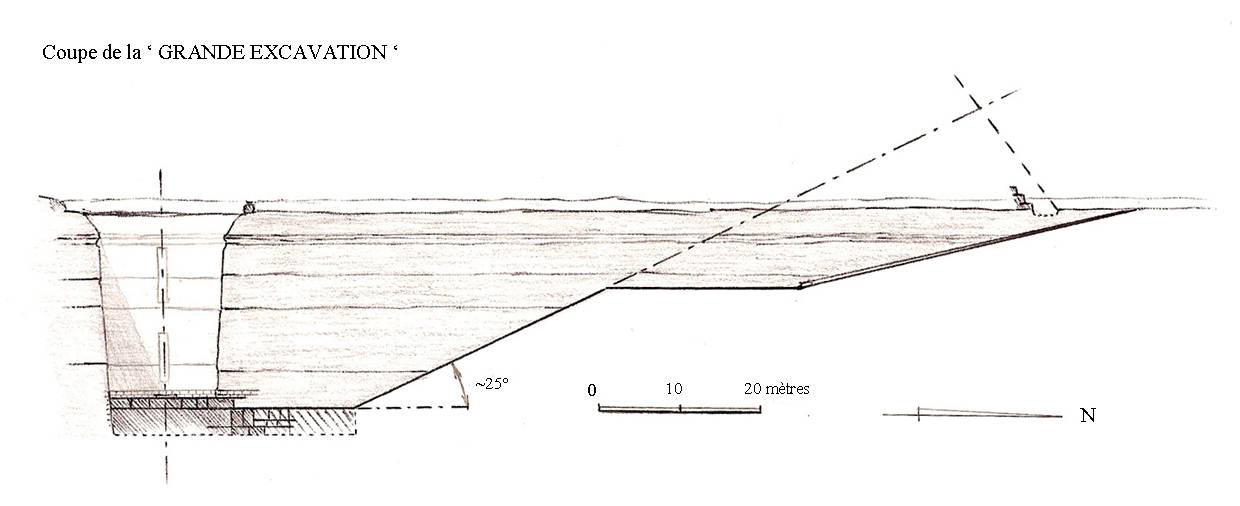
Keresztmetszet
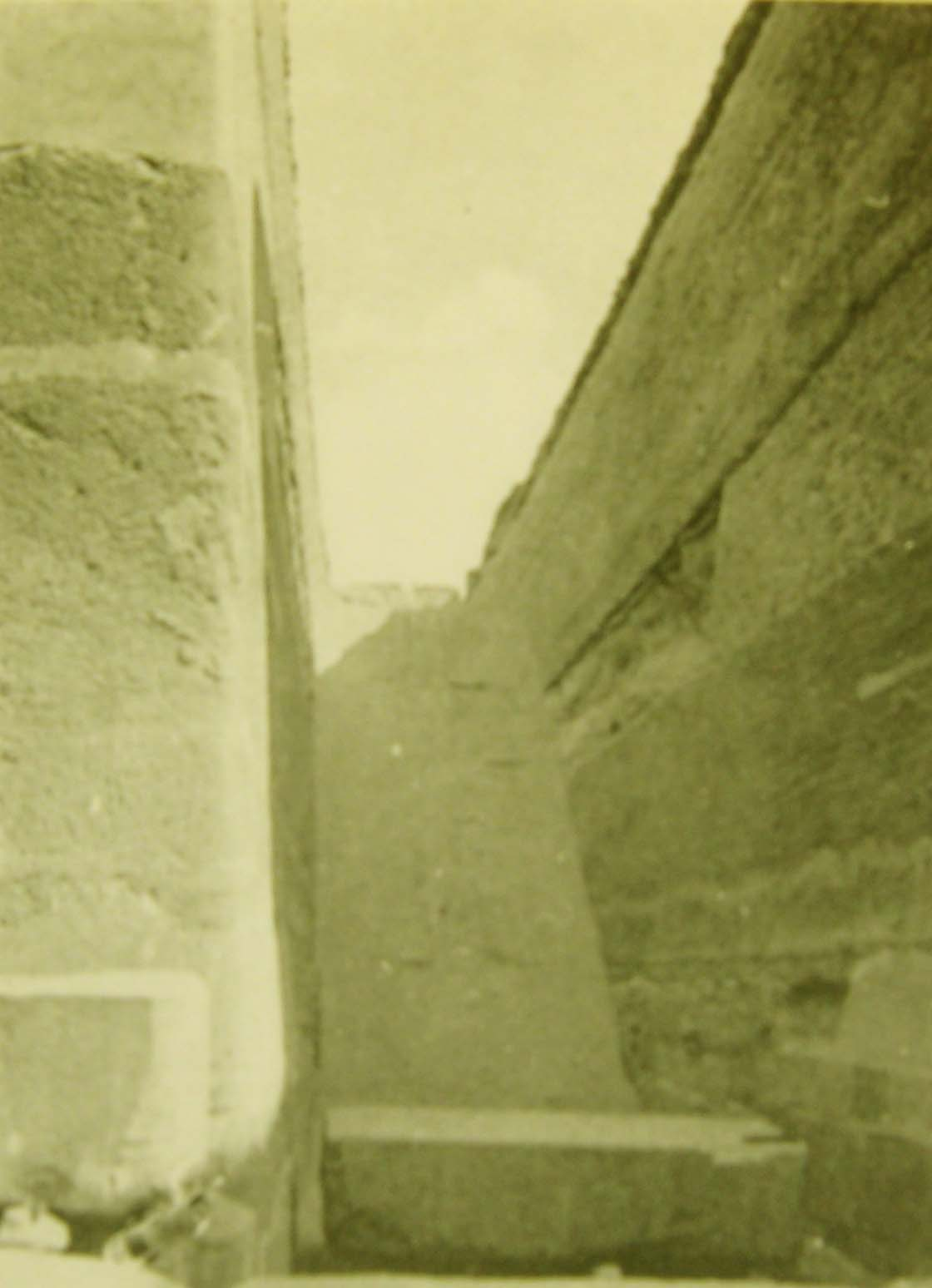
1912-es fénykép a rámpáról
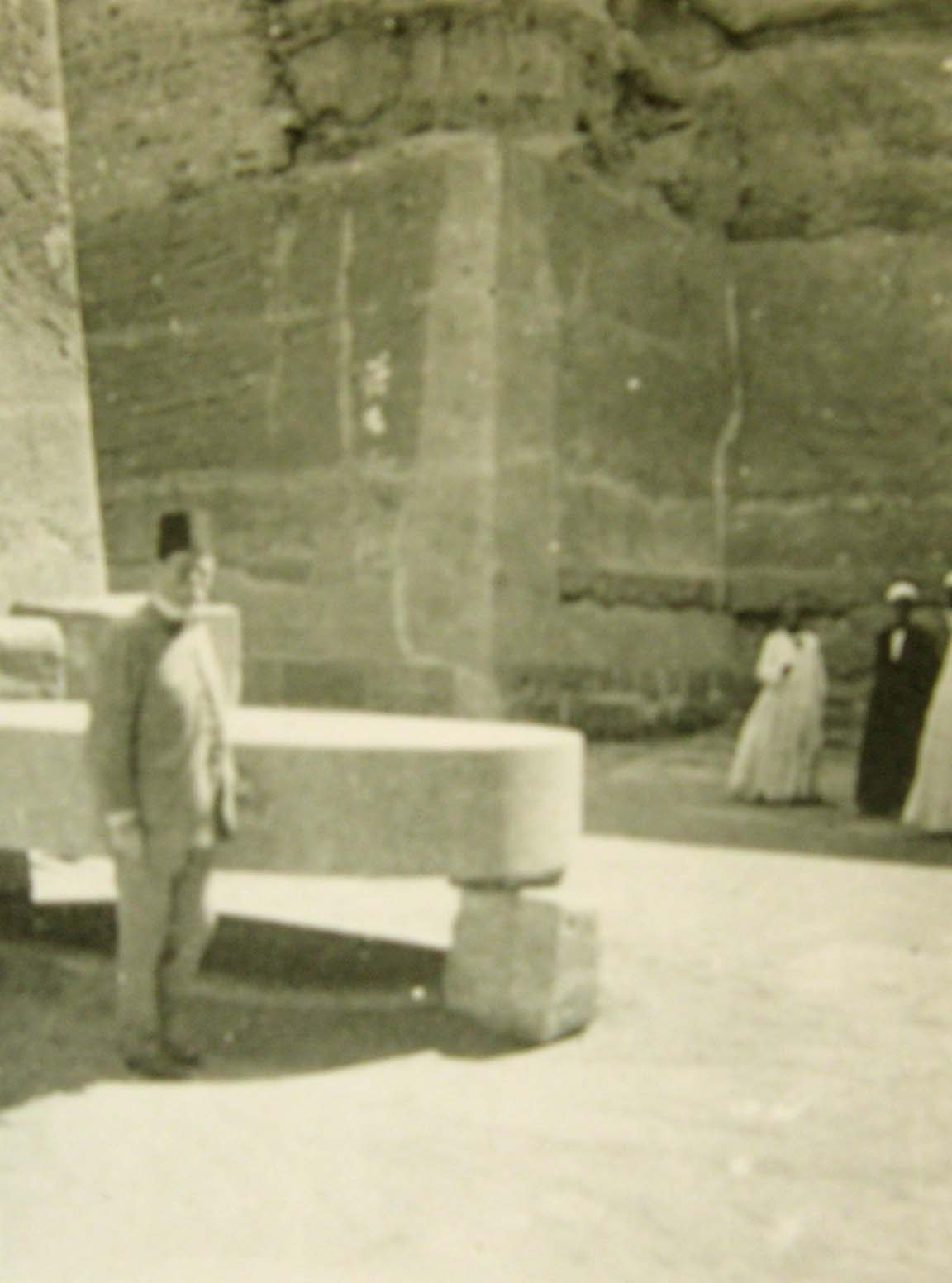
1912-es fénykép a sírkamráról
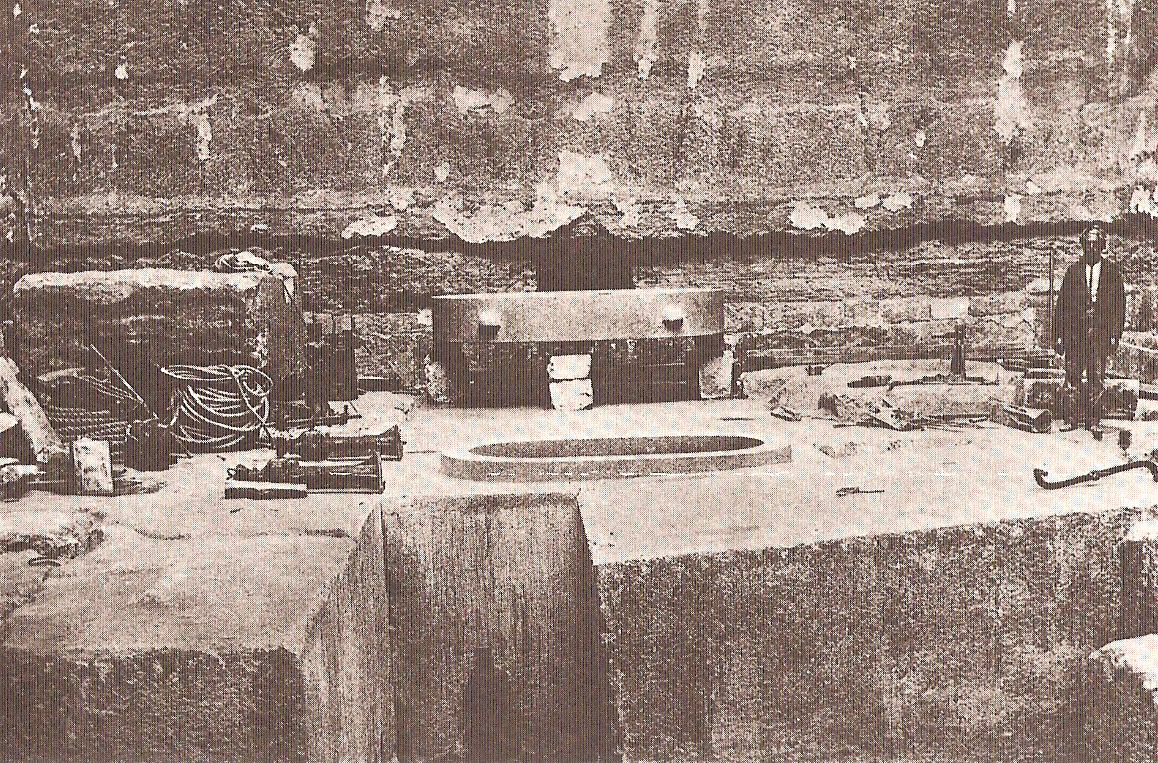
1905-ös fénykép a szarkofágot körülvevő kőtömbökről
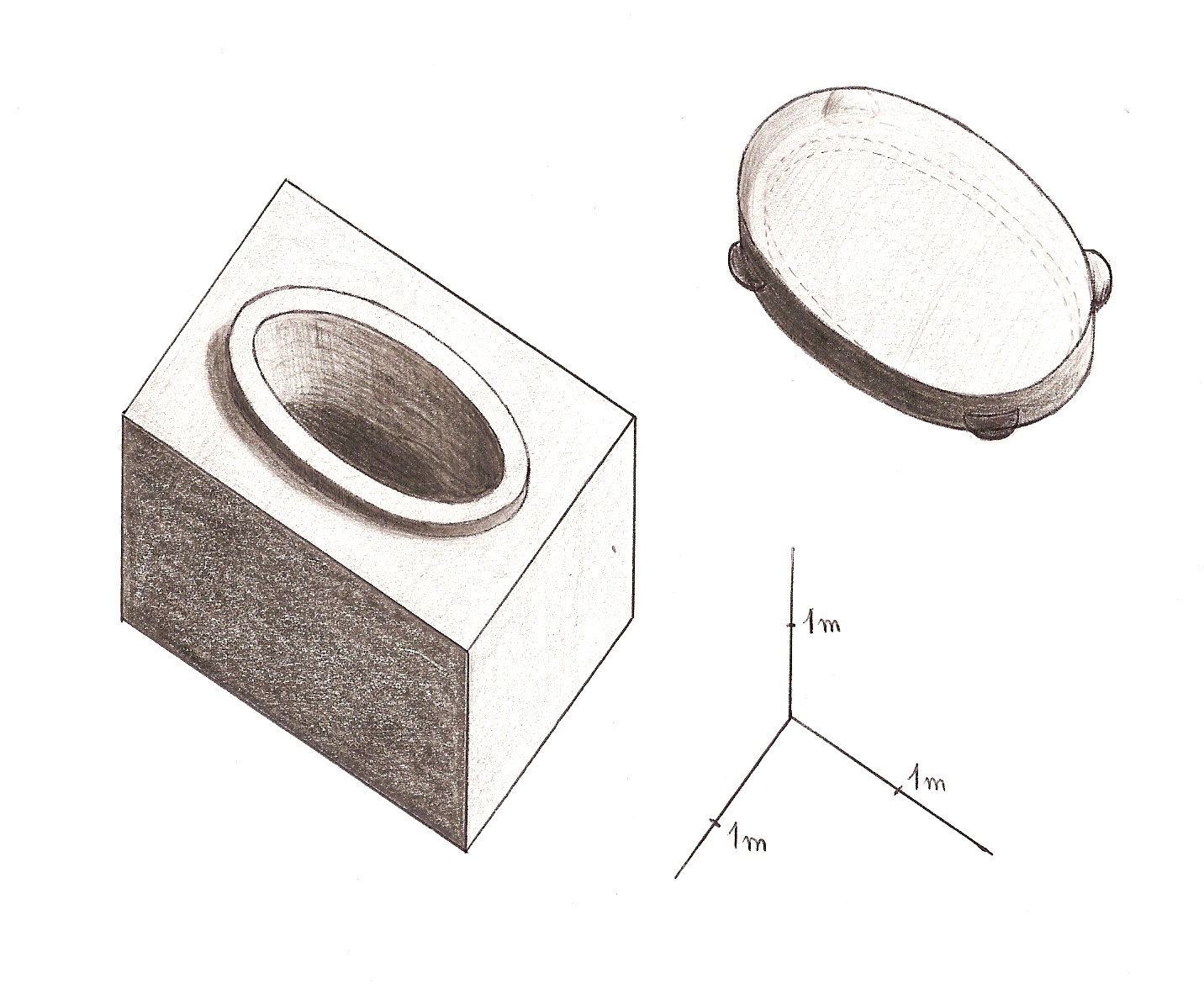
A szarkofág rajza